# Capparis mariana
Capparis mariana  es una especi botánica de planta con flor  de la familia de las Capparaceae. 
Es endémica de Hawái.  En idioma hawaiiano, su nombre común es maiapilo  o  pua pilo.
Sus hábitats son montes  subtropical o tropical seco, y costas rocosas.  Está amenazado por destrucción de hábitat. 

## Taxonomía
Capparis mariana fue descrito por  Nikolaus Joseph von Jacquin  y publicado en Plantarum Rariorum Horti Caesarei Schoenbrunnensis 1: 57. 1797.
Etimología
Capparis: nombre genérico que procede del griego: kapparis que es el nombre de la alcaparra.
mariana: epíteto que se refiere a la historia de que las marcas blancas en las hojas es el resultado de gotas de leche derramadas, mientras María amamantaba al niño Jesús.
Sinónimos
- Capparis cordifolia Lam.
- Capparis sandwicensis Walp.
- Capparis sandwichiana DC.
- Capparis sandwichiana var. zoharyi O.Deg. & I.Deg.
- Capparis spinosa var. mariana (Jacq.) K.Schum.[5]